# Waldfischbach-Burgalben
Waldfischbach-Burgalben è un comune di 4.916 abitanti della Renania-Palatinato, in Germania.
Appartiene al circondario (Landkreis) del Palatinato sudoccidentale (targa PS) ed è parte della comunità amministrativa (Verbandsgemeinde) di Waldfischbach-Burgalben.

## Galleria d'immagini

Waldfischbach-Burgalben
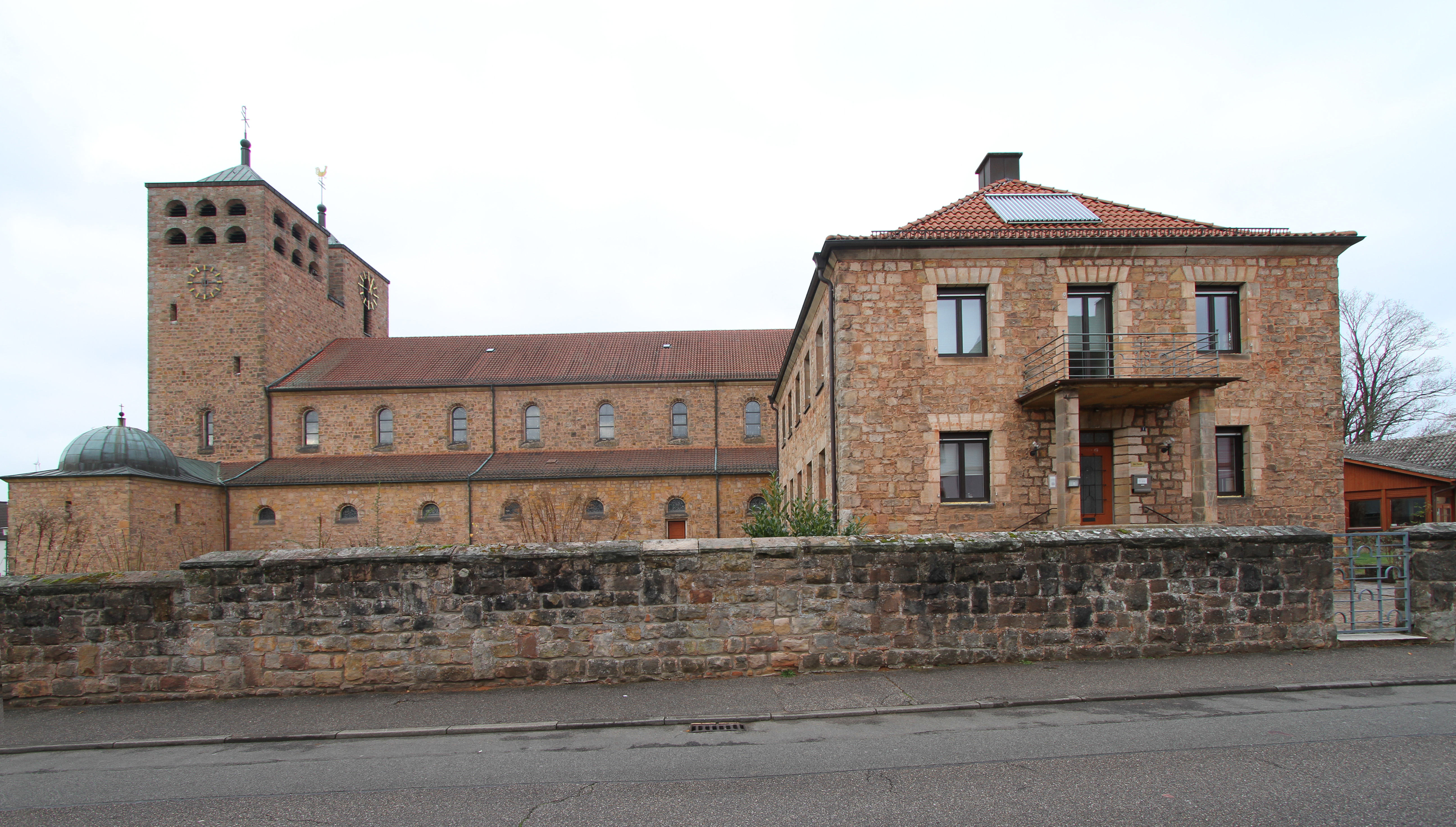
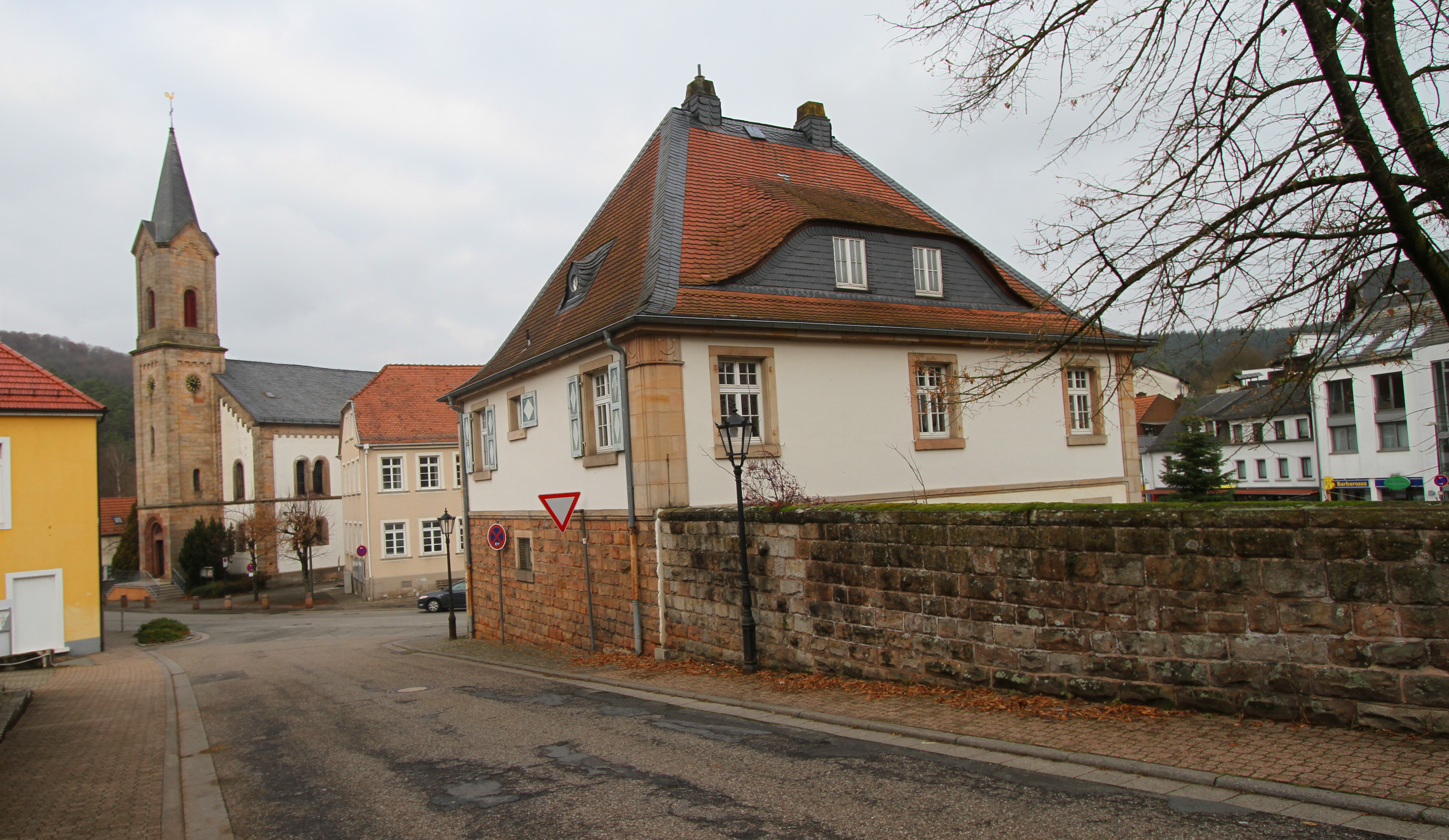
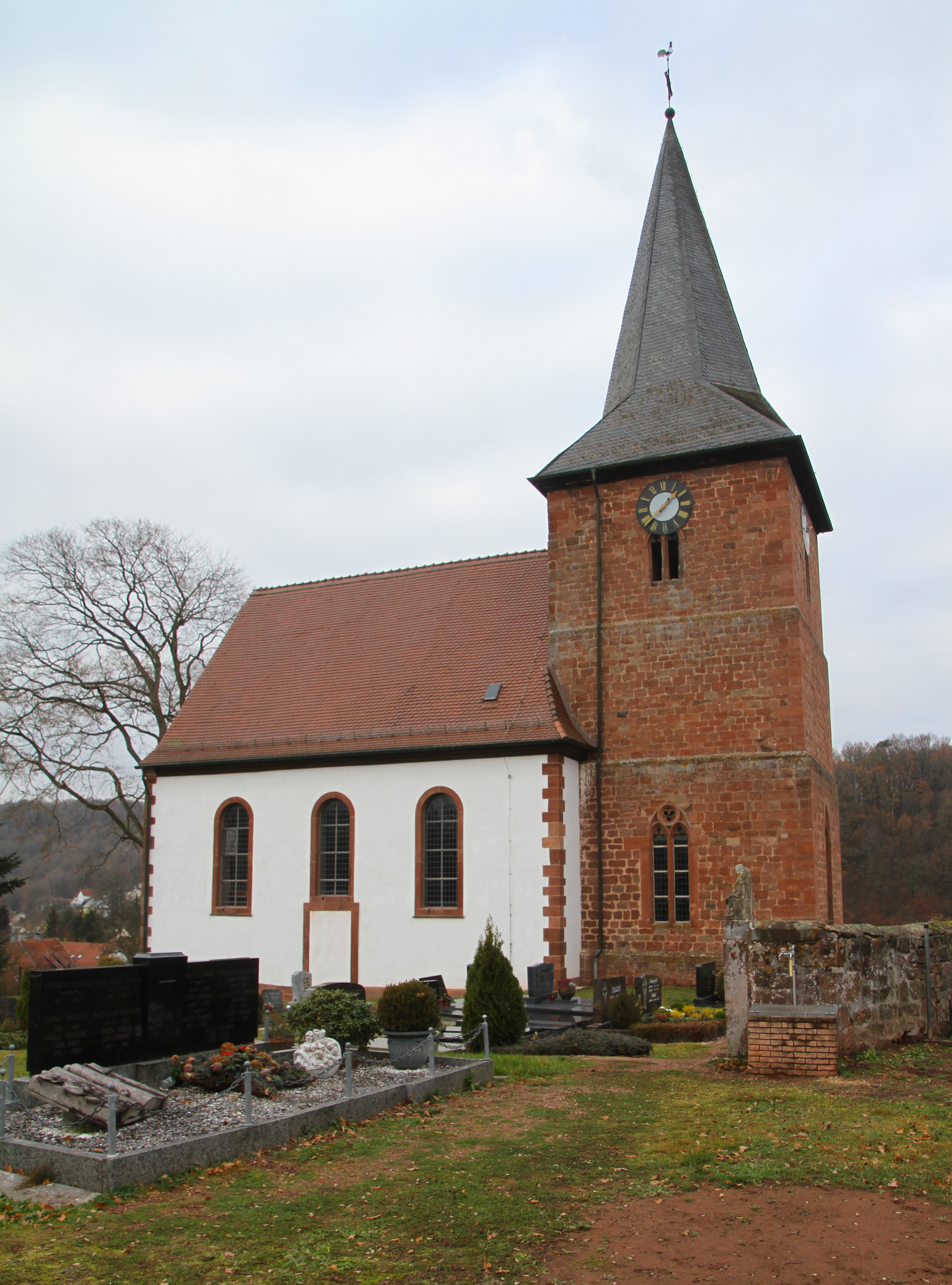
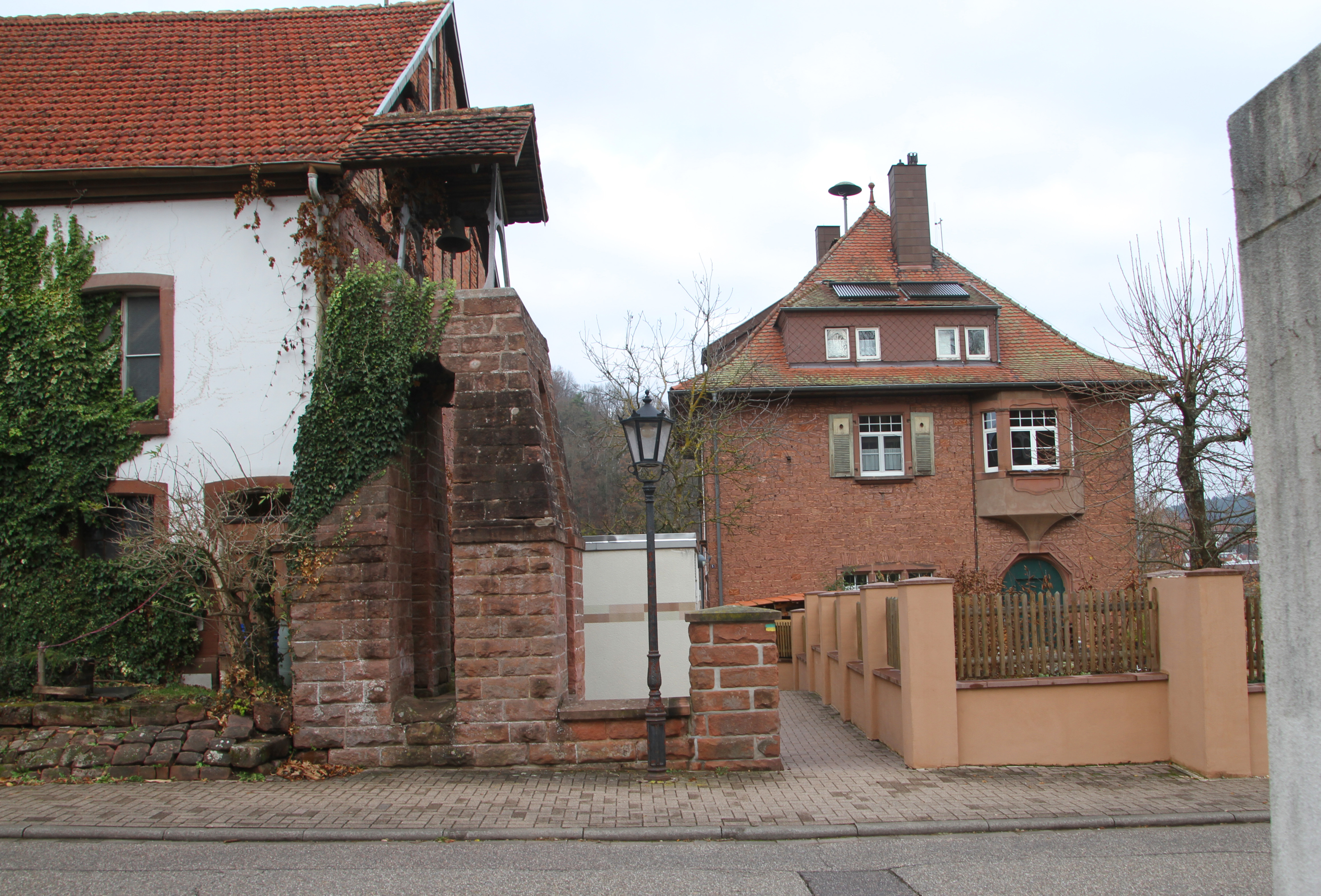
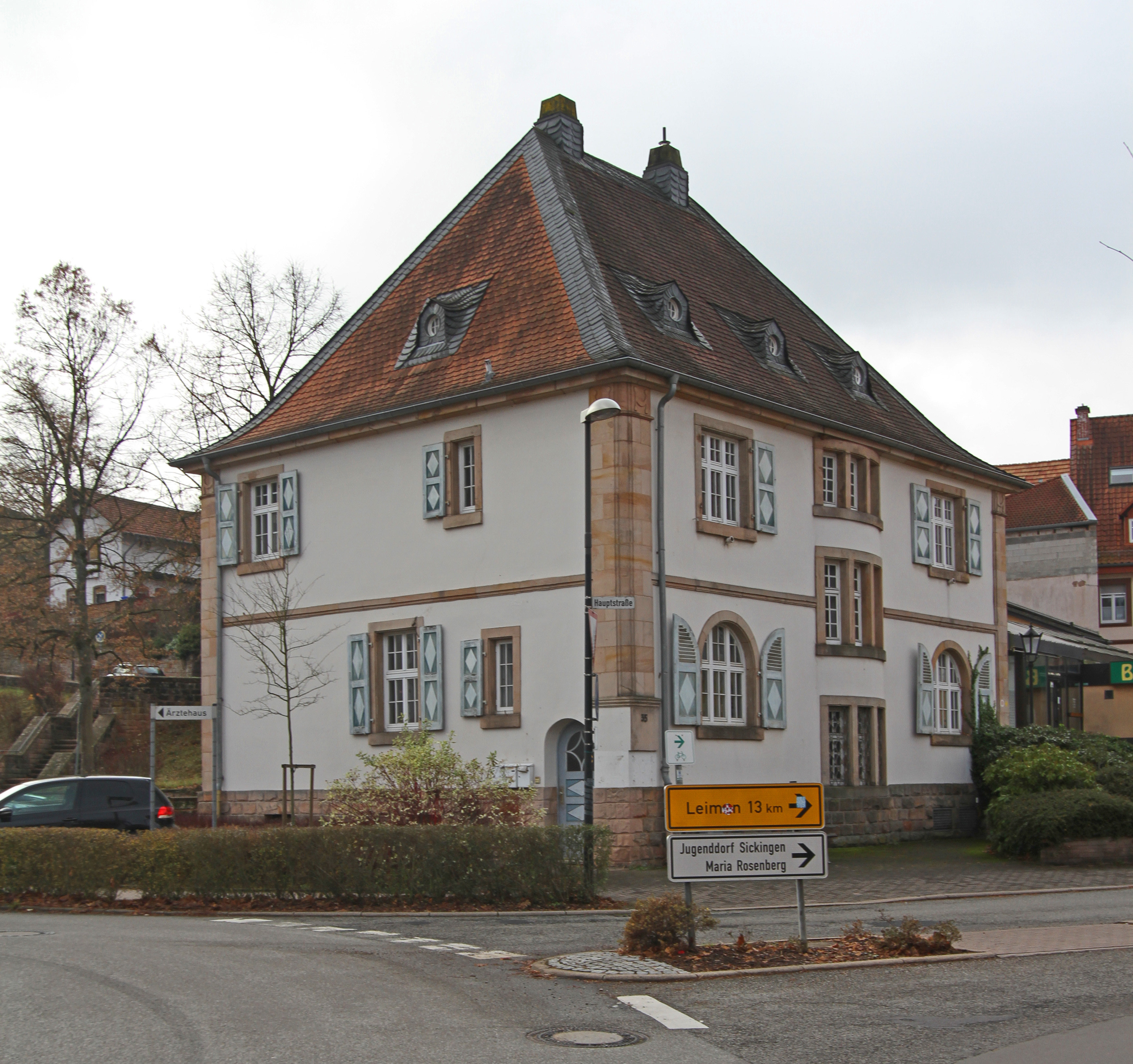
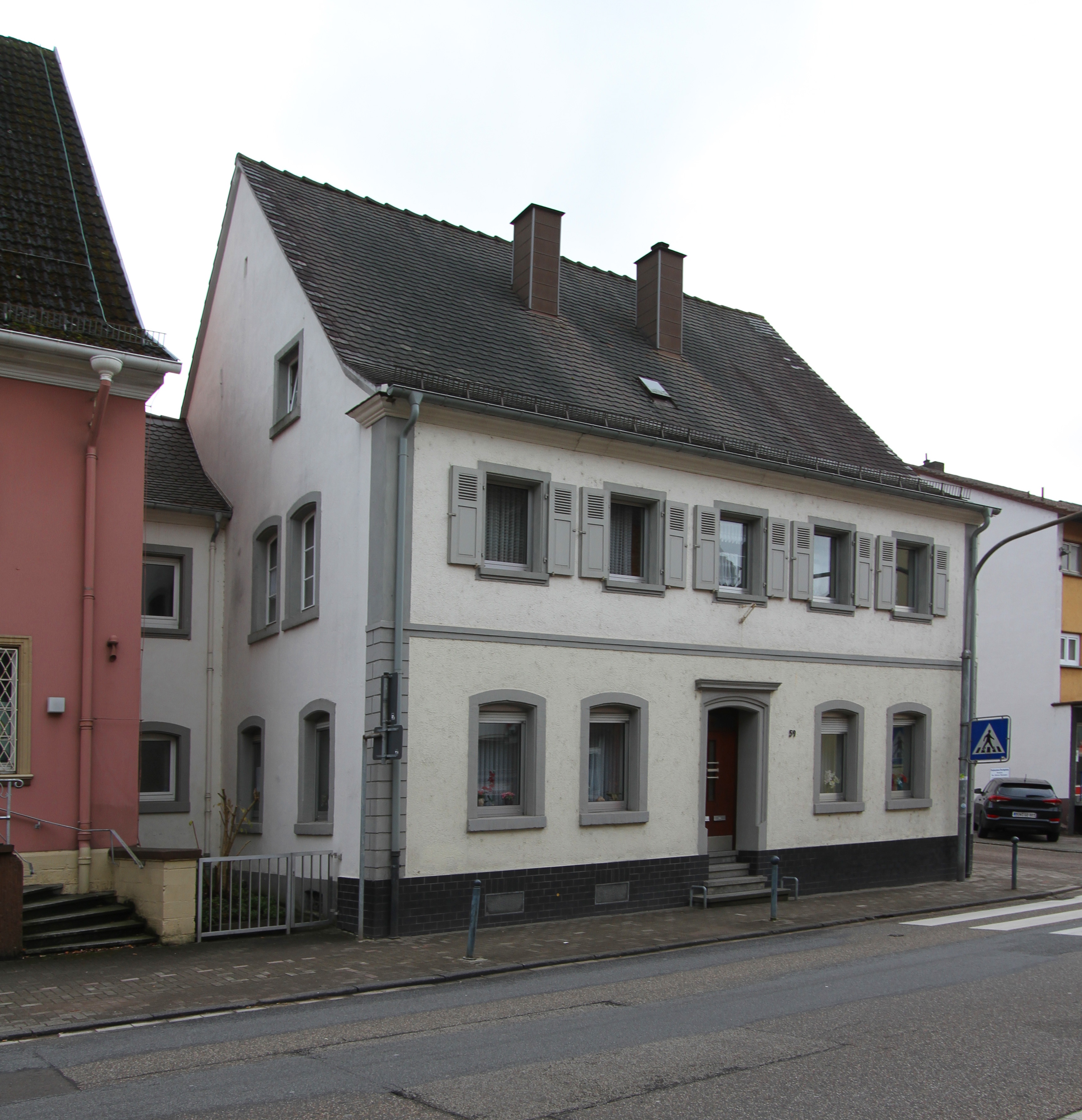
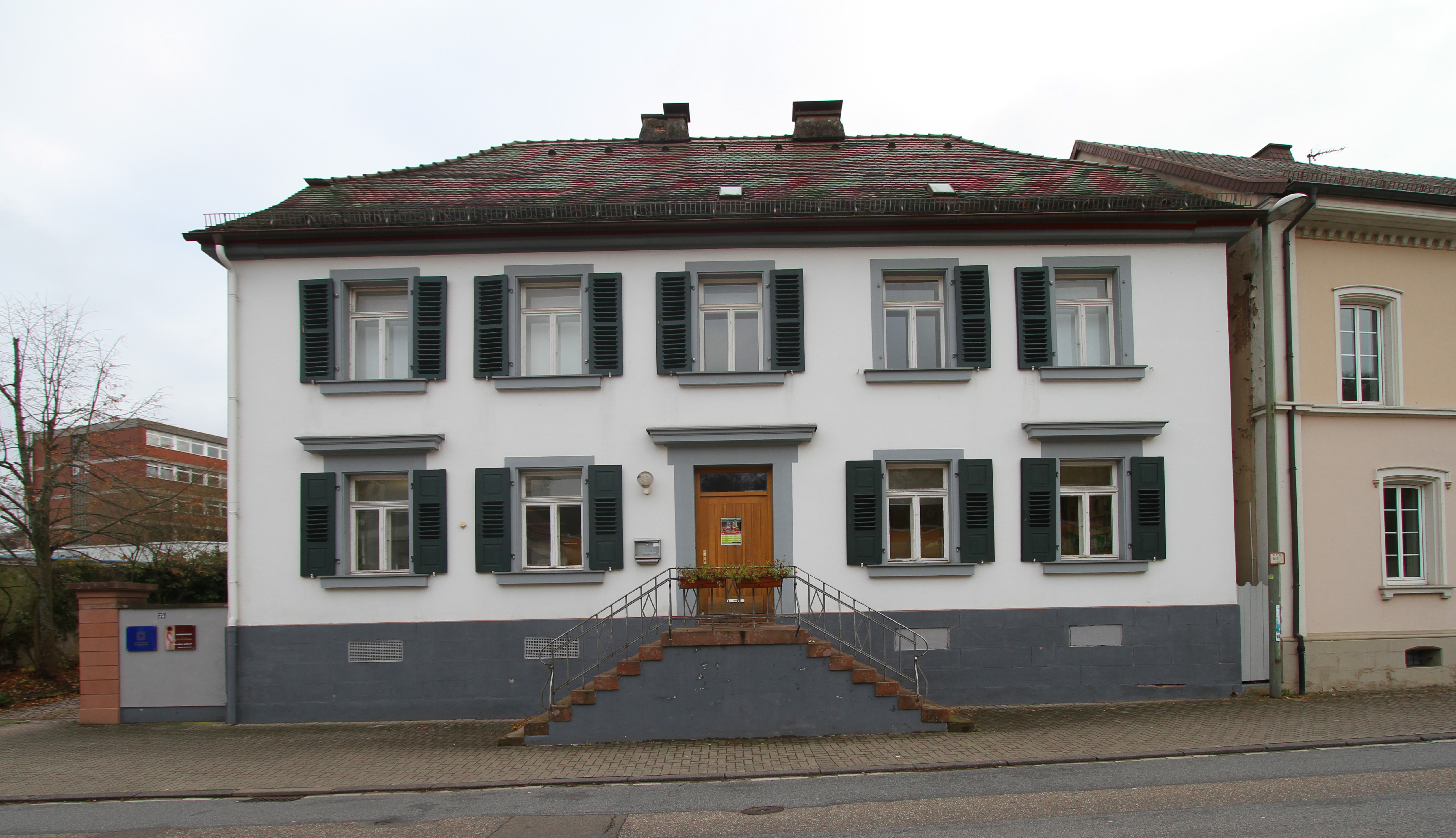
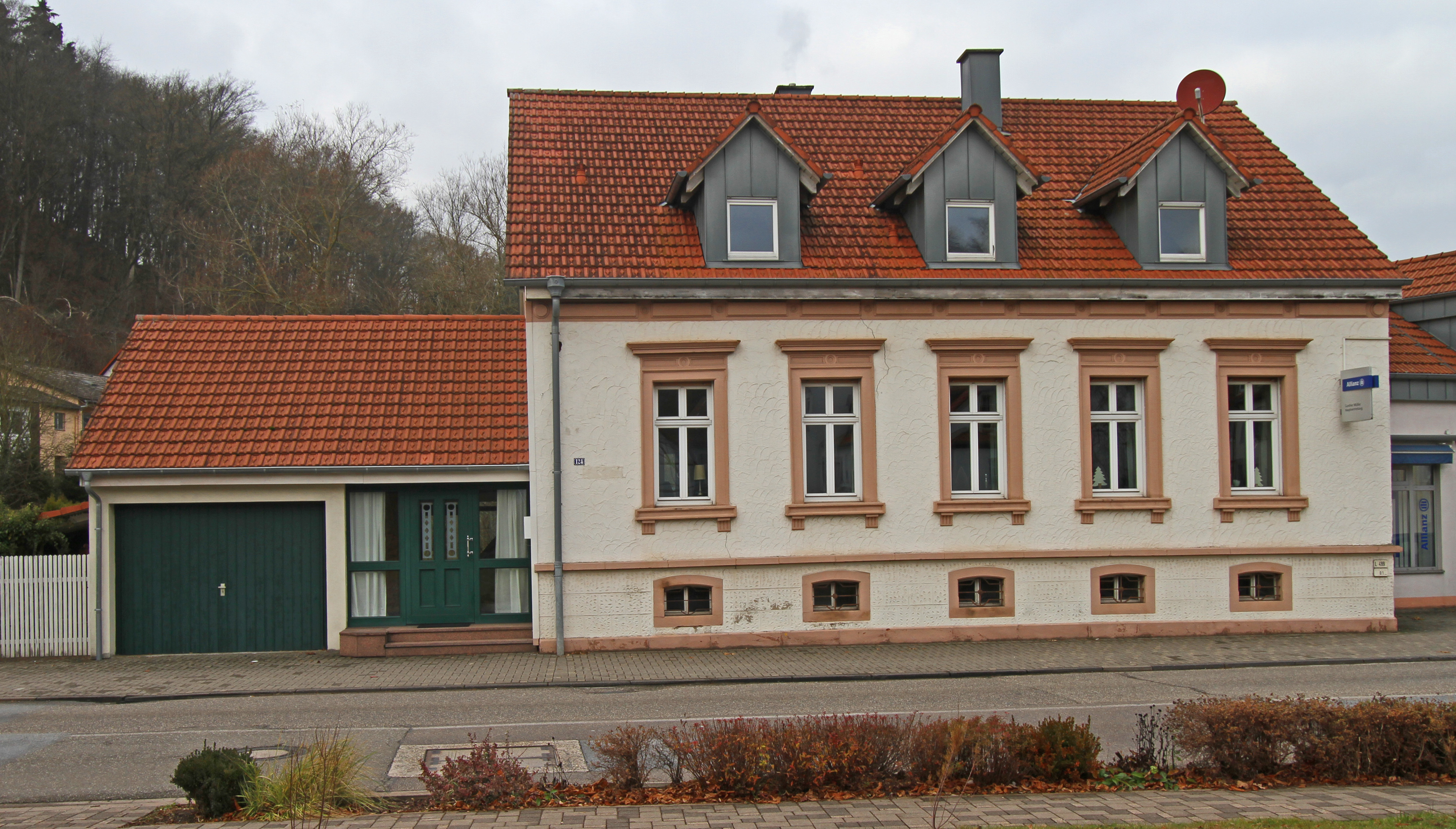